# Malmö Allehanda
Allehanda var en dagstidning utgiven i Malmö från 1827 till 1893. Allehanda var titeln från 6 juli 1827 till 25 november 1828, sedan var titeln Malmö Allehanda från den 2 december 1828 till 31 december 1839. Den slutgiltiga titeln var Malmö Nya Allehanda från 4 januari 1840 till nedläggningen 31 januari 1893. 

## Utgivningsdagar och frekvens
Tidningen kom fredagar 6 juni till 27 juli 1827, sedan tisdagar31 juli 1827 25 november 1828. Onsdag blev utgivningsdag 2 december 1828 till 27 december 1838  Tidningen blev tvådagars 1839 och kom ut tisdag och lördag 1839-1847 och onsdag lördag 1848till 28 september 1889. Den 1 oktober 1889 började tredagarsutgivningen tisdag torsdag och lördag till 1991. Tidningen blev daglig  med utgivning sex dagar i veckan1892 till 31 januari 1893. 

## Utgivningsbevis, ansvariga utgivare
Utgivningsbevis för Allehanda utfärdades för boktryckaren N. H. Thomson den 10 april 1827, hvilket förföll, och sedan ett nytt 11 juni 1827 samt för faktor Johan Cronquist den 16 mars 1832. För Malmö Nya Allehanda fick boktryckerikonstförvanten Olof Pettersson Cronquist utgivningsbevis den 6 december 1839, boktryckaren  August Hartman den 12 mars 1851, sedan för redaktören Christoffer Kallenberg 24 december 1870 och slutligen för litteratören Magnus Ernhold Andersson den 21 januari 1885 .
| Period                  | Ansvarig utgivare         | Kommentar                   | Period                 | Redaktör                 | Biträdande redaktör                          |
| ----------------------- | ------------------------- | --------------------------- | ---------------------- | ------------------------ | -------------------------------------------- |
| 1827-06-11--1832-03-15  | N. H. Thomson             | Boktryckare                 | 1827-1832              | N. H. Thomson            |                                              |
| 1832-03-16--1839-012-05 | Johan Cronquist           | Faktorn                     | 1832-03-16--1851-03    | Johan Cronquist          | B. A. Cronholm                               |
| 1839-12-06--1851-03-11  | Olof Pettersson Cronquist | boktryckeri- konstförvanten | 1851-1854              | F. A. Hartman            | K. L. Wilckens 1851-03--1853-10 N Lilja 1854 |
| 1851-03-12--1870-12 23  | August Hartman            | Boktryckare                 | 1855-1885 -06-12       | Christoffer Kallenberg   |                                              |
| 1870-12-24--1885-01-20  | Christoffer Kallenberg    | Redaktör                    | 1885-07-02--1893-01-31 | Magnus Ernhold Andersson |                                              |
| 1885-01-21--1893-01-31  | Magnus Ernhold Andersson  | Litteratören                | 1885-07-02--1893-01-31 | Magnus Ernhold Andersson |                                              |

## Medarbetare
Magnus Ernhold Andersson (sign. »Ernhold» under noveller, »Moje» under kåserier, »Tröl Sjinssen» under uppsatser på allmogemål från Vemmenhögs härad med flera hade varit fristående skribent, och lämnat tillfälliga bidrag till tidningen, innan han den 1 november 1875 blev fast medarbetare på tidningen. Han var anställd till dess han 2 juli 1885 blev dess ansvarige utgivare och redaktör. Han dog den 23 januari 1894 .
Bland övriga medarbetare finns C. Fridolf Björling (signatur Rolf Frid) 1867-1877,  Edvard Westberg (signatur Primus) från 1 oktober 1877 till 28 februari 1880, Lars Hammar (signatur Lars, Thor, Hr, H.) 1881-1893 som ägde tidningen till dess avveckling, Carl Correus, verkställande direktör i Nordiska Magasinet i Malmö.(sign. C. C-s, Sixtus) 1888 
Många lämnade tillfälliga bidrag bland andra J. M. Rosén, Pehr Thomasson 1851, N. Lilja under 1850-talet, J. A. Kiellman-Göranson 1856, Eva Wigström 1868, Henrik Wranér, auditör J. A. Wollmar (signatur Semper Idem).

## Tryckning
Tidningen trycktes hos N H. Thomson från 6 juli 1827 till 1934?  Detta är  osäkert för i Kungliga Biblioteket saknas tidningen från 1 juni 1833 till 1 juni 1836. Nästa tryckare var Joh. Cronquist från 1 april 1834 (?) till 24 december 1850. F. A. Hartman tryckte tidningen 1851-1870, Christoffer Kallenberg 1871 till 17 januari 1885 därefter benämnt Christoffer Kallenbergs boktryckeri från 21 januari till 27 juni 1885 och slutligen Anderson & Hammars boktryckeri från1 juli 1885 till 31 januari 1893 då tidningen nedlades. Typsnitt var frakturstil till 1837,sedan blandat till 1891 och 1891-1893 enbart antikva.
Tidningen hade 4 sidor i kvartoformat 18.5 x 14 cm 1827 till 1828. Därefter kvarto med 2 spalter 18 till 24 x 14 till 17 cm 1829-1847. 1847- 1857 var det folioformat med tre spalter 30 till 39 x 20 till 23 cm. Sen växlade 3 spalter med 4 1858-1861 på storaformat 41-46 x 30 cm. Enbart 4 spalter 1862-1866 varefter det 1867 var växlande 4,5 och 6 spalter på ännu större format. Från 1870 även 6 spalter och 1888 hela 7 spalter på 63-58 x 51 cm format. Tidningen gick mot större format och fler spalter.
Priset för tidningen var 32 skilling 1827, 1 riksdaler 16 skilling 1828-1838, 2 riksdaler 32 skilling 1839-1847, 3 riksdaler 16 skilling vilket motsvarade 5 riksdaler  riksmynt 1848-1889 och 4 kr. 1890-1892.